# Unterleinleiter
Unterleinleiter là một đô thị thuộc huyện Forchheim trong bang Bayern nước Đức. Đô thị Unterleinleiter có diện tích 12,48 km², dân số thời điểm 31 tháng 12 năm 2006 là 1271 người.